# Championnat de Russie féminin de basket-ball
Le Ženščiny Superliga A, (en russe : Женщины Суперлига А), est la première division du championnat de Russie de basket-ball féminin. Ce championnat regroupe les 10 meilleures équipes russes. Chaque équipe s'affronte en matchs aller-retour, soit un total de 18 matchs. Les huit premières équipes s'affrontent lors de play-offs, avec une finale au meilleur des cinq matchs.

## Palmarès
- 1991-1992 : CSKA Moscou
- 1992-1993 : CSKA Moscou (2)
- 1993-1994 : CSKA Moscou (3)
- 1994-1995 : CSKA Moscou (4)
- 1995-1996 : CSKA Moscou (5)
- 1996-1997 : CSKA Moscou (6)
- 1997-1998 : Dynamo Moscou
- 1998-1999 : Dynamo Moscou (2)
- 1999-2000 : Dynamo Moscou (3)
- 2000-2001 : Dynamo Moscou (4)
- 2001-2002 : UMMC Iekaterinbourg
- 2002-2003 : UMMC Iekaterinbourg (2)
- 2003-2004 : VBM-SGAU Samara
- 2004-2005 : VBM-SGAU Samara (2)
- 2005-2006 : VBM-SGAU Samara (3)
- 2006-2007 : Spartak région de Moscou
- 2007-2008 : Spartak région de Moscou (2)
- 2008-2009 : UMMC Iekaterinbourg (3)
- 2009-2010 : UMMC Iekaterinbourg (4)
- 2010-2011 : UMMC Iekaterinbourg (5)
- 2011-2012 : UMMC Iekaterinbourg (6)
- 2012-2013 : UMMC Iekaterinbourg (7)
- 2013-2014 : UMMC Iekaterinbourg (8)
- 2014-2015 : UMMC Iekaterinbourg (9)
- 2015-2016 : UMMC Iekaterinbourg (10)
- 2016-2017 : UMMC Iekaterinbourg (11)[1]
- 2017-2018 : UMMC Iekaterinbourg (12)
- 2018-2019 : UMMC Iekaterinbourg (13)

## Bilan par club
| Club                     | Titres | Ville          | Année                                                                        |
| ------------------------ | ------ | -------------- | ---------------------------------------------------------------------------- |
| UMMC Iekaterinbourg      | 12     | Iekaterinbourg | 2002, 2003, 2009, 2010, 2011, 2012, 2013, 2014, 2015, 2016, 2017, 2018, 2019 |
| CSKA Moscou              | 6      | Moscou         | 1992, 1993, 1994, 1995, 1996, 1997                                           |
| ŽBK Dynamo Moscou        | 4      | Moscou         | 1998, 1999, 2000, 2001                                                       |
| CSKA Samara              | 3      | Samara         | 2004, 2005, 2006                                                             |
| Spartak région de Moscou | 2      | Moscou         | 2007, 2008                                                                   |